# 1658

## Esdeveniments
Països Catalans
Resta del món
- Dunkerque, 14 de juny: Batalla de les Dunes, en la que l'exèrcit anglo-francès va derrotar l'exèrcit espanyol.[1]

## Naixements
Països Catalans
- 28 de maig - Sant Pere de Roda, actual Roda de Ter i les Masies de Roda (Osona): Bac de Roda, militar català, cap dels Miquelets.[2]

Resta del món
- 5 de març - Sant Nicolau de la Grava, la Gascunya, Occitània: Antoine Laumet de la Mothe Cadillac, explorador francès; com a fundador de Detroit, els automòbils Cadillac prengueren el seu nom.[3]

## Necrològiques
Països Catalans
Resta del món
- 11 de juny - Guangzhou - Canton (Xina): Álvaro Semedo, jesuïta portuguès, escriptor, sinòleg, i traductor, missioner a la Xina durant el final de la dinastia Ming i principis de la dinastia Qing (n. 1585).[4]
- 3 de setembre - Londres (Anglaterra): Oliver Cromwell, líder polític i militar anglès (n. 1599).[5]
- 6 de desembre - Tarazona: Baltasar Gracián, escriptor del Segle d'or espanyol conegut per escriure El Criticón.
- Murshid Kuli Khan, oficial i alt funcionari mogol d'origen turc.
- Mehmed Hemdeni Solakzade, historiador turc conegut principalment per la seva història sobre l'Imperi Otomà fins al regnat de Baiazet I.